# Tripedalia binata
Tripedalia binata är en nässeldjursart som beskrevs av Moore 1988. Tripedalia binata ingår i släktet Tripedalia och familjen Carybdeidae. Inga underarter finns listade i Catalogue of Life.